# Joey Christ
Joey Christ, pseudonimo di Jóhann Kristófer Stefánsson (12 giugno 1992), è un rapper islandese.

## Biografia
Si è fatto conoscere per mezzo del singolo di debutto Joey Cypher, realizzato con la partecipazione di Herra Hnetusmjör, Aron Can e Birnir, che ha totalizzato 9 949 unità (equivalenti a 994 960 stream) in suolo islandese nel corso del 2017, risultando a fine anno la 6ª hit più venduta. Il brano è contenuto nel secondo album in studio Joey, messo in commercio nel medesimo anno attraverso l'etichetta Les Fréres Stefson, parte della divisione islandese della Sony Music, che è stato il 9º disco di maggior successo dell'intero anno con 1 341 unità e il cui successo ha permesso all'artista di trionfare due volte nell'ambito dell'Íslensku tónlistarverðlaunin, il principale riconoscimento musicale nazionale. È figurato nella classifica annuale per altri due anni consecutivi con 1 237 unità combinate.
Nel 2019 è uscito il terzo disco Joey 2, che si è piazzato nella graduatoria degli album più consumati dell'intero anno e che gli ha fruttato due candidature all'ÍSTÓN. L'anno seguente è stato pubblicato Píla, che ha fatto il proprio ingresso nella top forty dei singoli nazionale e la cui clip è stata nominata nella categoria Video musicale all'Íslensku tónlistarverðlaunin. Si tratta del singolo apripista dell'album Bestur, che ha esordito al 4º posto nella Tónlistinn.

## Discografia

### Album in studio
- 2017 – Anxiety City
- 2017 – Joey
- 2019 – Joey 2
- 2020 – Bestur

### Singoli
- 2017 – Joey Cypher (feat. Herra Hnetusmjör, Aron Can & Birnir)
- 2018 – OMG (con Floni e Birnir)
- 2018 – Helgarfrí (feat. Jón Jónsson)
- 2019 – Jákvæður
- 2019 – Sagga (feat. 24/7)
- 2020 – Píla (feat. Lil Binni)
- 2022 – Ef þeir vilja beef (con Daniil)
- 2023 – Litli King
- 2023 – Mood (feat. Issi, Birnir & Yung Nigo Drippin')
- 2023 – Gufunes (con Tatjana e Young Nazareth)
- 2024 – Batman (con gli Wowo Inc.)
- 2025 – Trip (con Alvia Islandia)
- 2025 – Sjúk (con Floni)
- 2025 – Uppi (con Daniil)